# Tipula nigritus
Tipula nigritus är en tvåvingeart som beskrevs av Young 1987. Tipula nigritus ingår i släktet Tipula och familjen storharkrankar. Inga underarter finns listade i Catalogue of Life.